# Al secco
Al secco – technika malarska polegająca na pokrywaniu suchego tynku (w przeciwieństwie do fresku) farbami zmieszanymi z wodą. 

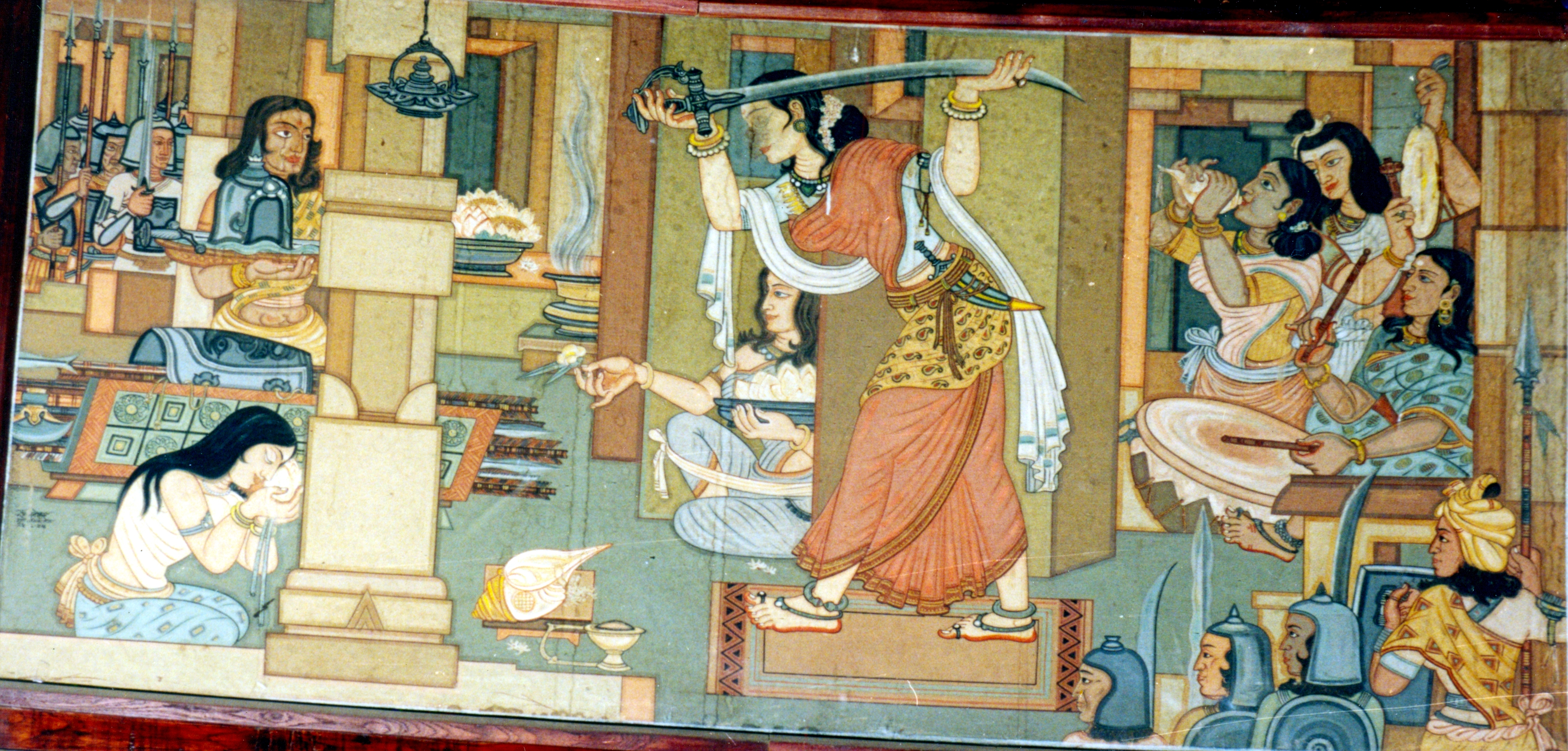
Al secco autorstwa Beohar Rammanohar Sinha na ścianach Shaheed-Smarak w Jabalpur (Indie)

Nazwa pochodzi z języka włoskiego, w którym oznacza właśnie "na sucho". Technikę tę stosowano od starożytności do XV wieku. Jako spoiwa używa się mleka wapiennego, także kazeiny (malarstwo kazeinowe), kleju, oleju, tempery, wosku i żywic, stosując farby kazeinowe bądź nowoczesne farby silikatowe.
W XV wieku wyparła ją technika al fresco (fresk), która pozwalała na uzyskanie większej intensywności barw oraz trwałości malowidła. W XIX wieku często stosowano technikę mieszaną: fresk i al secco.